# De Panne
De Panne (französisch La Panne) ist eine belgische Gemeinde in der Provinz Westflandern mit 11.021 Einwohnern (Stand: 1. Januar 2024). De Panne ist der westlichste Punkt Belgiens und der südlichste Badeort an der belgischen Küste und gehört zum Arrondissement Veurne.
Die Gemeinde besteht aus zwei Teilgemeinden. An der Küste liegt De Panne selbst. Drei Kilometer weiter landeinwärts befindet sich der Ortsteil Adinkerke, gelegen am Nieuwpoort-Dünkirchen-Kanal. Die gesamte Fläche des Gemeindegebiets beträgt 2390 Hektar, von denen auf De Panne 901 Hektar entfallen und auf Adinkerke 1489 Hektar.
De Panne grenzt an die folgenden Orte und Gemeinden:
Koksijde (Ortsteil St. Idesbald), Veurne und De Moeren (Stadt Veurne) in Belgien, Les Moëres, Ghyvelde und Bray-Dunes in Frankreich (siehe auch Grenze zwischen Belgien und Frankreich).

## Geschichte

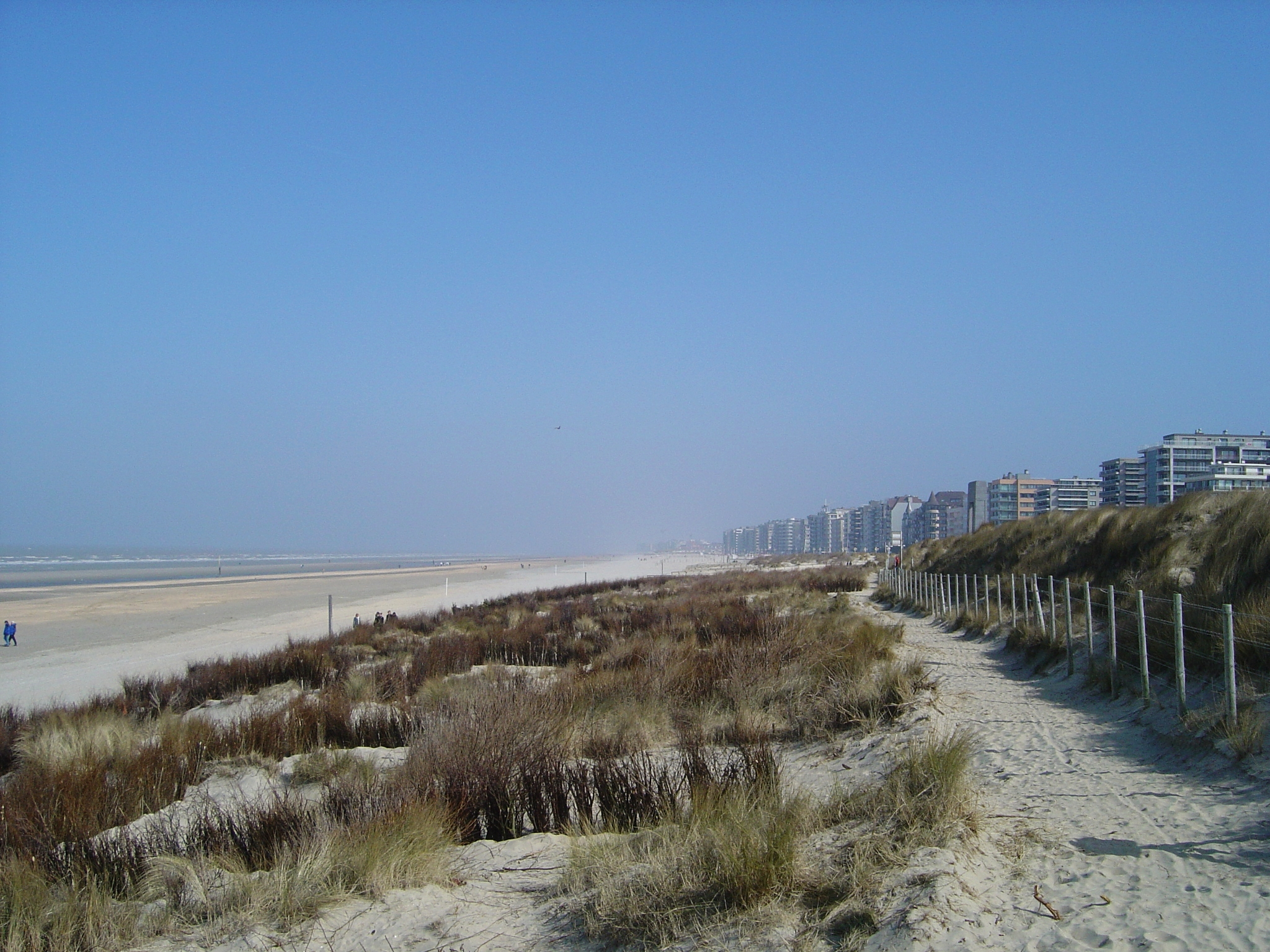
De Panne an der Nordsee

Der Name des Ortes leitet sich vom niederländischen Begriff duinpan ab, der eine Senke in den Dünen bezeichnet. Bereits in der späten Eisenzeit (5. bis 1. Jhd. v. Chr.) lebten hier Menschen von Viehzucht und Salzproduktion, und auch aus der Zeit der römischen Besetzung (von 70 n. Chr. bis 268 n. Chr.) finden sich Spuren. Zwischen dem 10. und der ersten Hälfte des 13. Jahrhunderts entwickelte sich schließlich eine mittelalterliche Siedlung, deren Bewohner vorwiegend Viehzucht, Landwirtschaft und Strandfischerei betrieben. Ackerbau wurde durch die fruchtbaren Polderflächen begünstigt. Der Name des Ortes Adinkerke lässt sich bis ins zwölfte Jahrhundert zurückverfolgen. Eine Karte aus der Werkstatt M.Merians zeigt die Situation der Gegend von Duykercken Furnes und Nieuport um 1700.
De Panne selbst dagegen entstand erst 1782 unter österreichischer Herrschaft. Mit einem Brief an die umliegenden Gemeinden wünschte Kaiser Joseph II. die Küstenfischerei anzuregen, und aus diesem Grunde legten wohlhabende Bürger von Veurne zwischen Dünen und Meer eine Siedlung an, die Kerckepanne und Josephsdorp genannt wurde. Die kleine Ortschaft wurde 1789 ein Pfarrbezirk von Adinkerke und 1799 auch verwaltungstechnisch der Gemeinde Adinkerke hinzugefügt.

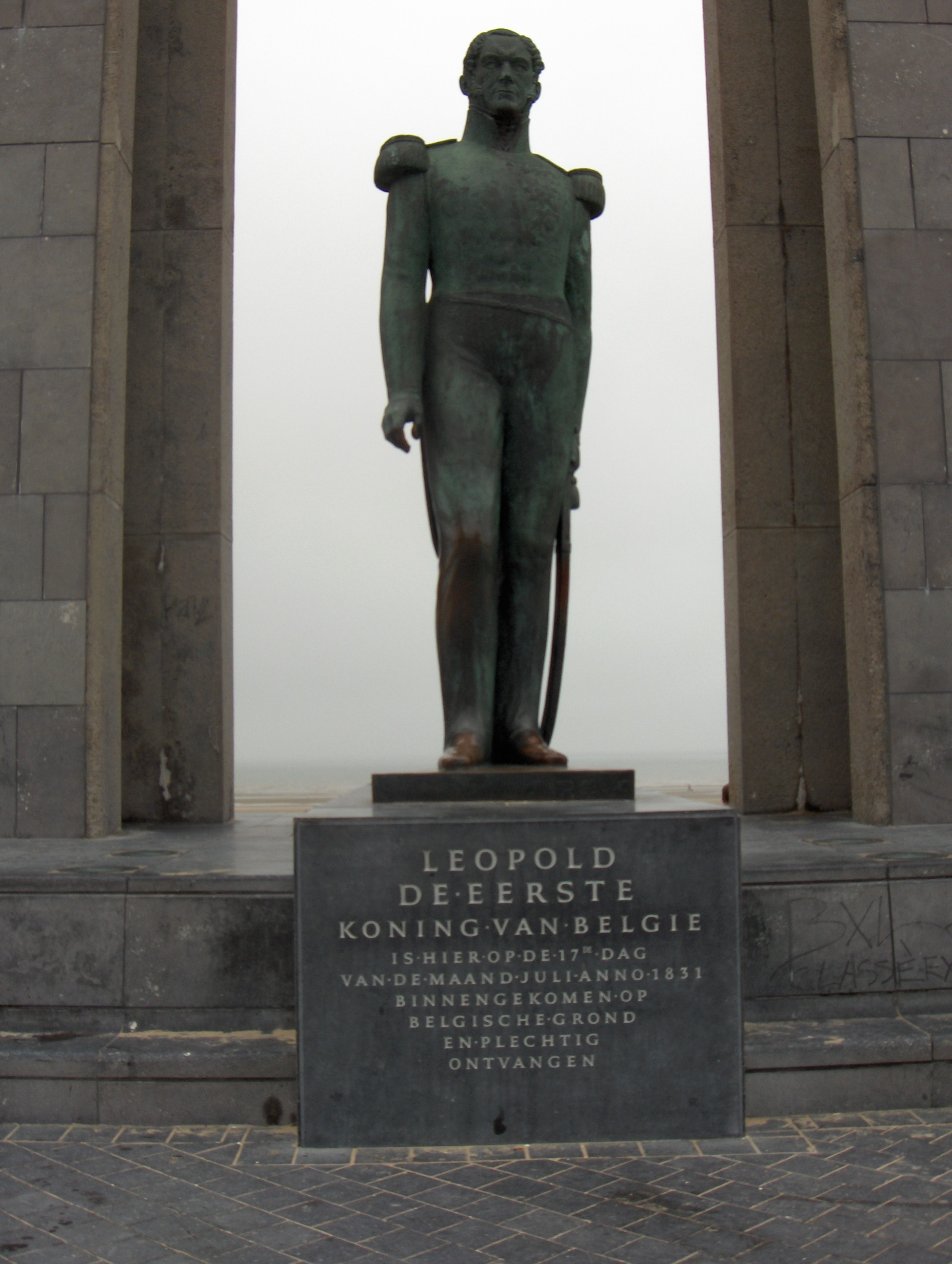
Denkmal Leopolds I.

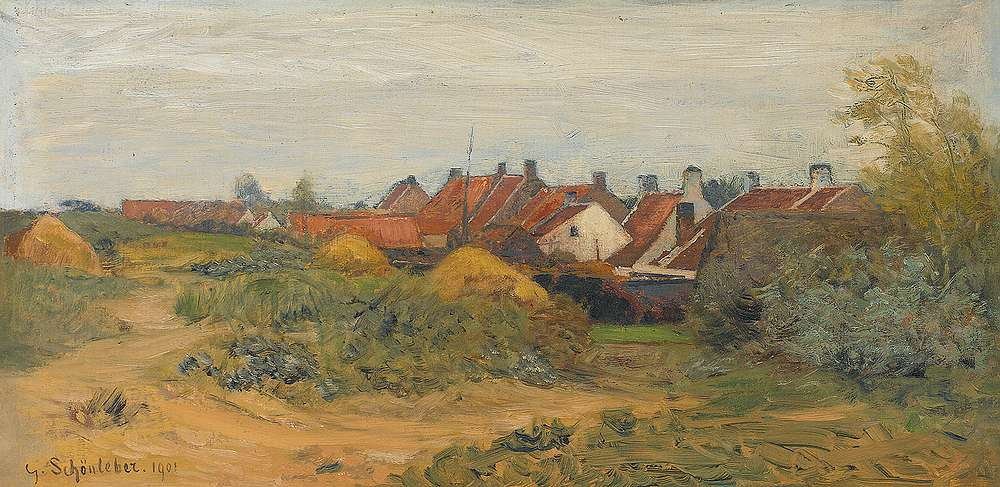
De Panne, Gemälde von Gustav Schönleber (1901)

Am 17. Juli 1831 betrat Leopold von Sachsen-Coburg (Leopold I.), der erste König der Belgier, nach seiner Überfahrt von England nach Calais in De Panne erstmals belgischen Boden. An dieses Ereignis erinnert ein Monument auf der Esplanade.
Um 1830 erbte der Großgrundbesitzer Pieter Bortier ungefähr 650 Hektar Dünengebiet in De Panne. Hier eröffnete er 1831 den ersten einfachen Pavillon des Bains als Treffpunkt für die Beau-Monde aus England und Veurne. Viele Jahre später ließ er hier seine eigene Sommervilla errichten. Er bemühte sich sehr darum, das kleine und verarmte Fischerdörfchen aufzuwerten. Weitere Großgrundbesitzer, darunter die Familie Ollevier, interessierten sich für die Entwicklung des Tourismus. Auf Anregung von Pedro Ollevier, dem Direktor der Veurnse Nationale Bank, legte der französische Unternehmer Arthur Bonzel gegen 1892 die heutige Zeelaan (Hauptgeschäftsstraße) an.
Obwohl De Panne keinen Hafen hatte, besaß es um 1900 nach Ostende dennoch die zweitgrößte Fischerbootflotte der flämischen Küste. Mangels eines Hafens mussten die Boote mit abgeflachtem Boden, die Panneschuiten, jedes Mal auf den Strand gezogen werden. Zu Beginn des 20. Jahrhunderts gab es Bestrebungen, einen Hafen anzulegen, doch wurde dieses Projekt letztlich nicht realisiert, nachdem sein eifrigster Verfechter, der Pastor Seraphyn Dequidt, im Jahre 1911 verstarb, und so verschwanden die Fischer sukzessive aus De Panne.
Entsprechend entwickelte sich De Panne in der zweiten Hälfte des 19. Jahrhunderts mehr und mehr von einem Fischerei- in einen Badeort
und wurde dadurch schließlich größer als Adinkerke selbst. Am 5. Februar 1870 wurde die Eisenbahnstrecke Lichtervelde – Adinkerke –
Dünkirchen eröffnet. Ungefähr zur selben Zeit entstanden in der Nähe des Pavillon des Bains der erste Kursaal, einzelne Pavillons und die ersten Pensionen und Hotels. In den Dünen und insbesondere auf der Kykhill-Düne wurden viele Villen erbaut; eine Entwicklung, die auch zur Zeit des Jugendstils anhielt. Dadurch hat De Panne – im Unterschied zu vielen anderen Orten westlich von Ostende – noch einen reizvollen älteren Baubestand.
Zwischen 1892 und 1913 kam es unter Leitung der Architekten Albert Dumont, Georges Hobé und Jozef Viérin zur ersten allgemeinen Urbanisierungsphase. Am 24. Juli 1911 wurde De Panne offiziell von Adinkerke abgespalten, wodurch eine neue selbständige Gemeinde entstand. Die elektrische Straßenbahn (Kusttram) nach Ostende wurde 1928 eröffnet. 1933 erreichte die Küstenlandstraße Koninklijke Baan, die durch König Leopold II. angeregt worden war, den Ort.
Während der beiden Weltkriege spielte De Panne eine bedeutende Rolle. Während des Ersten Weltkrieges diente das Grand Hôtel de l’Ocean auf dem Seedeich als Frontkrankenhaus unter der Leitung des Brüsseler Chirurgen Antoine Depage. Die Königsfamilie verweilte während dieser Zeit in De Panne und König Albert I. leitete von hier aus die belgischen Truppen, während sich die belgische Regierung im französischen Le Havre niederließ.
Das Mahnmal Dunkirk Veterans wurde 1977 auf der Leopold I. Esplanade errichtet und erinnert an die Operation Dynamo, durch die im Mai 1940 die Strände zwischen De Panne und Gravelines (Frankreich) evakuiert wurden;
mehr als 330.000 alliierte Soldaten wurden abgezogen.
Durch die Gemeindereform vom 1. Januar 1977 wurde die ehemalige Muttergemeinde Adinkerke wieder mit De Panne verbunden.

## Bevölkerungsentwicklung
| Jahr                           | 1871 | 1911 | 1936 | 1946 | 1961 | 1977 | 1981 | 2001 |
| ------------------------------ | ---- | ---- | ---- | ---- | ---- | ---- | ---- | ---- |
| Einwohner                      | 1310 | 2900 | 4541 | 5381 | 6407 | 9722 | 9710 | 9868 |
| ab 1977 zusammen mit Adinkerke |      |      |      |      |      |      |      |      |

## Verkehr

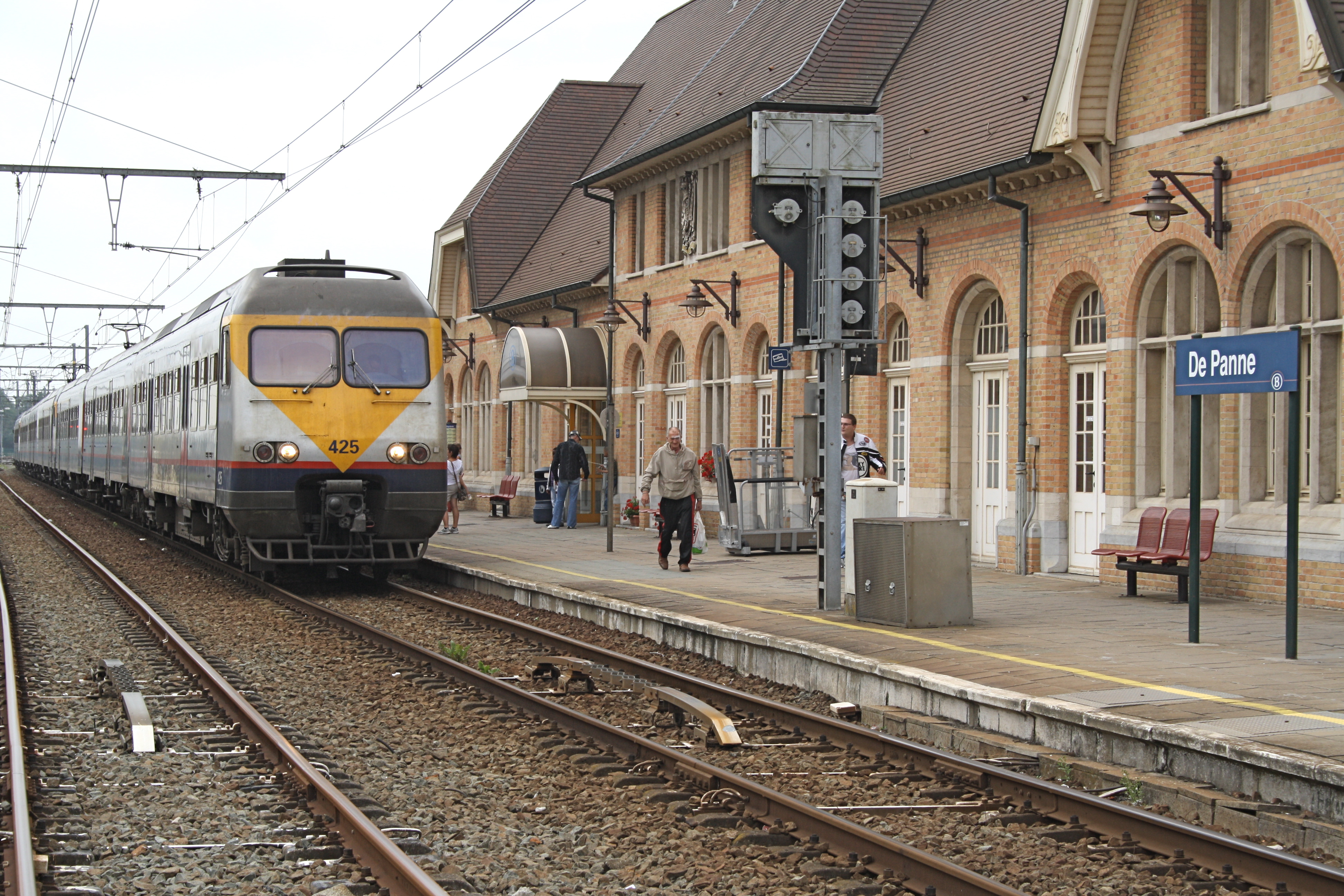
Bahnhof De Panne in Adinkerke

Der Bahnhof De Panne in Adinkerke ist an das belgische Eisenbahnnetz angeschlossen; stündlich fahren durchgehende Züge über Gent von und nach Brüssel. De Panne-Adinkerke ist die westliche Endstation der Tramlinie Kusttram, die in der Zeit zwischen den Weltkriegen angelegt wurde und alle Orte der belgischen Nordseeküste verbindet, bis Knokke-Heist im Osten. Außerdem verkehren von hier regelmäßige Busse ins französische Dünkirchen. Die meisten Touristen gelangen über die Autobahn A18 (Europastraße 40) nach De Panne.

## Sehenswürdigkeiten

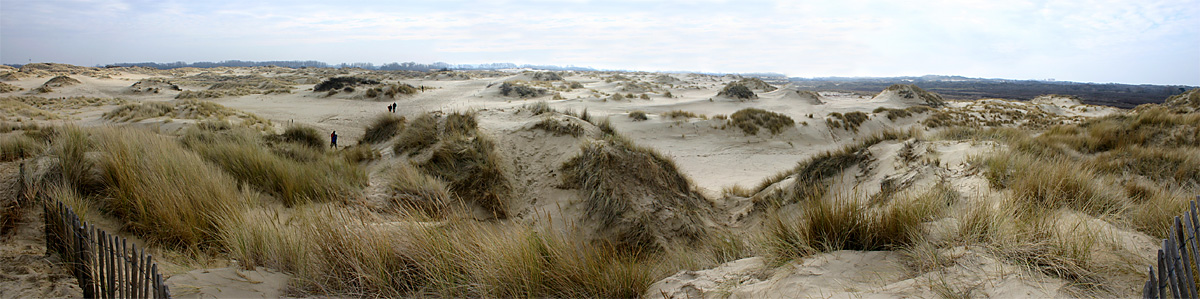
Dünen im Naturschutzgebiet De Westhoek

Die Leopold I. Esplanade

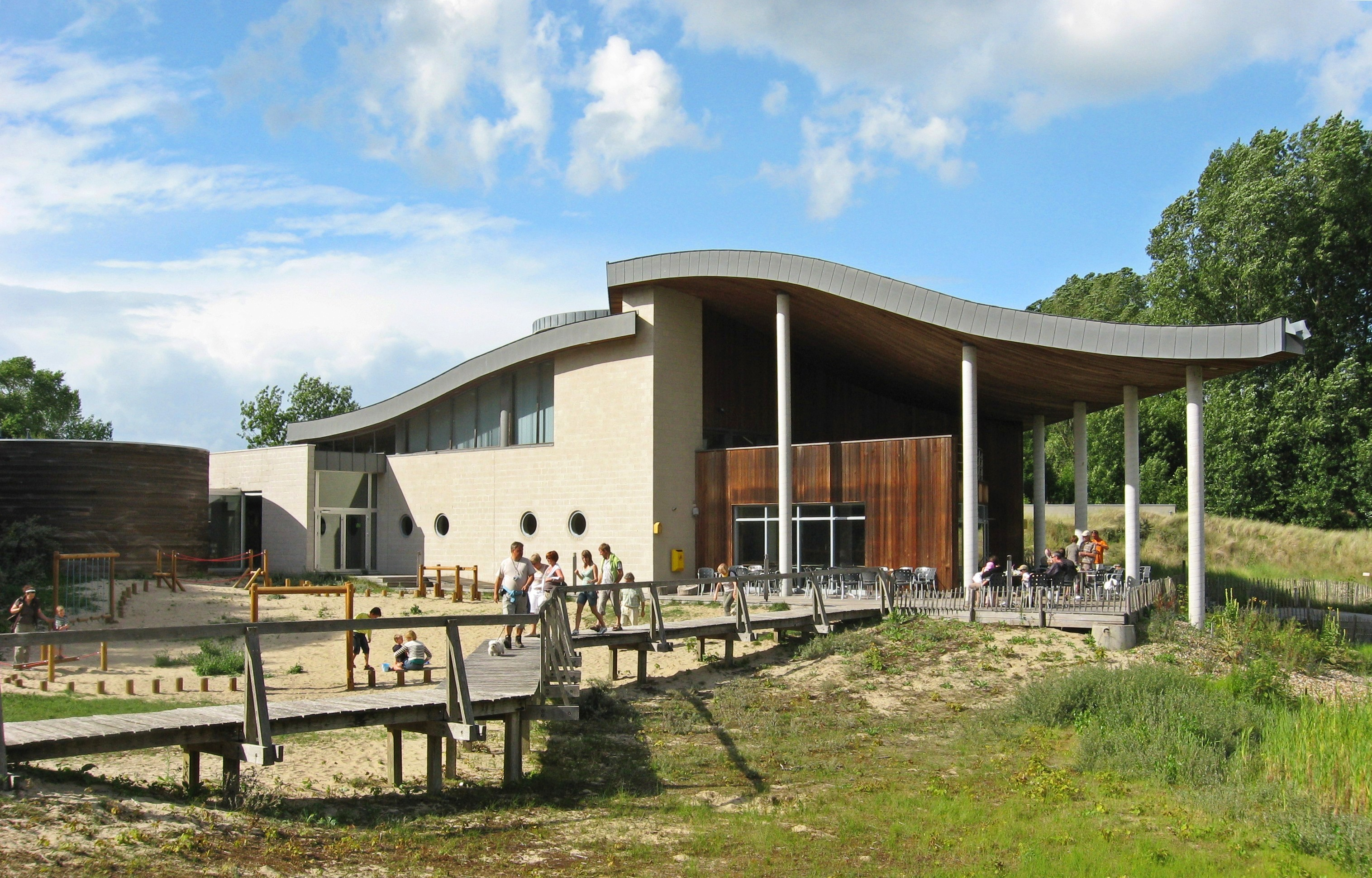
Naturparkzentrum De Nachtegaal

Rund um De Panne befindet sich ungefähr ein Drittel aller Dünen der belgischen Nordseeküste. Zur Gemeinde De Panne gehören verschiedene Naturschutzgebiete wie beispielsweise De Westhoek (340 Hektar), das seit 1935 Landschafts- und seit 1957 Naturschutzgebiet ist. Darüber hinaus gibt es die Houtsaegerduinen und den Wald Kerkepannebos (86 Hektar), das Reservat Oosthoekduinen (ca. 80 Hektar), den Wald Calmeynbos (85 Hektar) und die Krakeelduinen. Zwischen dem Calmeynbos und den Oosthoekdünen befindet sich das Naturparkzentrum De Nachtegaal (Die Nachtigall) mit einem Museum. Innerhalb dieser Parks und Reservate kann man ausgedehnte Wanderungen auf angelegten Pfaden unternehmen.
Spaziergänge sind auch entlang des 2,5 Kilometer langen Seedeichs lohnend. Der Strand von De Panne hat keine Wellenbrecher und ist mit 450 m bei Ebbe der breiteste der belgischen Küste. Dadurch eignet sich De Panne ideal für das Strandsegeln, das hier erfunden wurde, als im Jahre 1898 die Brüder Dumont den ersten Strandsegler vorstellten.
Der Vergnügungspark Plopsaland Belgium (vormals: Meli-Park) liegt in der Teilgemeinde Adinkerke und ist vom Bahnhof problemlos erreichbar. Auch die Küstenstraßenbahn hält direkt vor dem Park.
Am 17. Juli 1831 betrat Leopold I., der erste König der Belgier, per Kutsche von Calais kommend, in De Panne erstmals belgischen Boden. An dieses Ereignis erinnert die Leopold I. Esplanade samt einem Monument.
Die St. Petruskirche ist eine neugotische Hallenkirche. Ihr erster Teil wurde 1860 errichtet, die Türme dagegen erst 1934 gebaut. Darüber hinaus gibt es die sogenannte Koninklijke Kapel (Königliche Kapelle – so bezeichnet, weil König Albert I. während des Ersten Weltkriegs ein häufiger Gast war) und die Onze-Lieve-Vrouwekerk, eine neuromanische Kirche von 1930, die als eine der Vorläuferinnen der modernen Kirchen an der belgischen Westküste gebaut wurde.

## Sport
Da De Panne als Geburtsort des Strandsegelns gilt und sich der breite und wellenbrecherfreie Strand sehr gut dafür eignet, werden viele wichtige internationale Rennen und Meisterschaften im Strandsegeln hier ausgetragen. Darüber hinaus findet in jedem Frühjahr das international gut besetzte Radrennen Classic Brugge-De Panne (früher Drei Tage von De Panne) statt.